# Cantó de Molliens-Dreuil
El cantó de Molliens-Dreuil és un cantó francès del departament del Somme, situat al districte d'Amiens. Té 27 municipis i el cap és Molliens-Dreuil.

## Municipis

- Airaines
- Avelesges
- Bettencourt-Rivière
- Bougainville
- Bovelles
- Briquemesnil-Floxicourt
- Camps-en-Amiénois
- Clairy-Saulchoix
- Creuse
- Fluy
- Fresnoy-au-Val
- Guignemicourt
- Laleu
- Métigny
- Molliens-Dreuil
- Montagne-Fayel
- Oissy
- Pissy
- Quesnoy-sur-Airaines
- Quevauvillers
- Revelles
- Riencourt
- Saint-Aubin-Montenoy
- Saisseval
- Seux
- Tailly
- Warlus

## Història
| Data d'elecció                           | Identitat          | Partit                                     | Qualitat |
| ---------------------------------------- | ------------------ | ------------------------------------------ | -------- |
| 1945-1955                                | M. Cavillon        | Divers gauche                              |          |
| 1955-1961                                | Léon Catuhe        | radical                                    |          |
| 1961-1985                                | Gabrielle Scellier | Divers droite, després CD, després UDF-CDS |          |
| 1985-1986                                | Jacques Dufetelle  |                                            |          |
| 1986-2004                                | Jean Dhalluin      | RPR, després UMP                           |          |
| 2004-                                    | Jean-Jaques Stoter | PRG                                        |          |
| les dades anteriors no són pas conegudes |                    |                                            |          |
|                                          |                    |                                            |          |

## Demografia
| A partir de 1990: Població sense dobles comptes |